# The Ummah
The Ummah è il nome di un collettivo Hip-Hop, composto da Q-Tip e Ali Shaheed Muhammad, membri degli A Tribe Called Quest, e da Jay Dee (conosciuto anche come J Dilla) degli Slum Village. Membri occasionali sono stati Raphael Saadiq e D'Angelo. Oltre alla produzione quasi completa del quarto e quinto album degli A Tribe Called Quest, gli Ummah hanno provveduto alla produzione di tracce e di remix per una notevole quantità di gruppi e artisti hip hop e R&B, inclusi Busta Rhymes, Whitney Houston, Keith Murray, i Brand New Heavies, Janet Jackson e Jon B. Il nome del gruppo deriva dal fatto che Tip e Ali sono Musulmani. La parola "ummah" sta per "comunità", "nazione", o "fratellanza". Generalmente, il termine si riferisce a tutta la popolazione musulmana globale.

## Biografia

### Gli inizi
Il gruppo prese forma nel 1995; Amp Fiddler introdusse Jay Dee (che all'epoca stava trattando per un accordo riguardo al suo gruppo) a Q-Tip durante il Lollapalooza del 1994. Tip fu così impressionato dalle produzioni espressive e caratteristiche di Jay Dee che decise di invitarlo a far parte del gruppo addetto alla produzione degli ATCQ, che fino ad allora era composto da Q-Tip e occasionalmente da Ali Shadeed.

### Lavoro di produzione
Il primo lavoro, Beats, Rhymes and Life, fu criticato per l'abbandono del sound che caratterizzava fino a quel momento il gruppo, un suono denso e profondo, come si può sentire in "Scenario" e "Oh My God." Il nuovo sound, indirizzato verso un tono più rilassato e lucido, iniziò ad essere "tollerato" grazie all'uscita di "Find A Way", traccia appartenente al quinto album, The Love Movement, anche se comunque non fu accolto clamorosamente e non uscì nessun altro video.
Dopo questo e la divisione degli Atcq, Q-Tip e Jay Dee continuarono a collaborare sotto il nome the Ummah, producendo tutte le tracce di Tip nell'album solista Amplified, con l'eccezione di due tracce prodotte da DJ Scratch. Per molte ragioni, comprese complicanze con l'etichetta, la carriera da solista di Tip divenne molto inattiva, mentre Jay Dee e D'Angelo formarono i Soulquarians con altri artisti simili. Anche se ci fu la pubblicazione di "ICU (Doin' It)" nel 2003, a seguito di una breve riunione degli A tribe called quest, gli Ummah non collaborarono più, e la morte di Jay Dee del 10 febbraio 2006, dovuta a complicanze della sua malattia (vedi Lupus), pose definitivamente fine al progetto.
Nonostante i progetti e le collaborazioni ampiamente conosciuti, il nome The Ummah venne considerato come un altro appellativo, o anche come un alter-ego di Q-Tip. Per questo motivo, molti contributi di J Dilla passarono in secondo piano e non gli venne dato alcun merito. Ricordando la formazione del gruppo e la sua storia, in un'intervista, Q-Tip disse:

## Discografia

### Album
- A Tribe Called Quest - Beats, Rhymes and Life (1996, Jive, RIAA certification: Platinum)
- A Tribe Called Quest - The Love Movement (1998, Jive, RIAA certification: Gold)
- Q-Tip - Amplified (1999, Arista, RIAA certification: Gold)

#### 1996
- Da Bush Babees - "Gravity", "3 MCs"
  - Gravity
- Grant Green - "Down Here On The Ground"
  - Various artists - The New Groove: The Blue Note Remix Project Volume 1
- Keith Murray - "Dangerous Ground", "The Rhyme (Remix)"
  - Enigma
- Busta Rhymes - "Ill Vibe", "Still Shining", "Keep It Movin'"
  - The Coming
- Busta Rhymes - "Woo Hah!! Got You All In Check (The Jay-Dee Bounce Remix)", "Woo Hah!! Got You All In Check" (The Jay-Dee Other Shit)"
  - 12"/CD single
- Busta Rhymes - "It's a Party (The Ummah Remix)", "Ill Vibe (The Ummah Remix)"
  - 12"/CD single

#### 1997
- A Tribe Called Quest - "Same Ol' Thing"
  - Various artists - Men in Black: The Album
- Janet Jackson - "Got 'Til It's Gone (Ummah's Uptown Saturday Night Mix)", "Got 'Til It's Gone (Ummah Jay Dee's Revenge Mix)"
  - 12"/CD single
- Michael Jackson - "HIStory (The Ummah Radio Mix)", "HIStory (The Ummah Urban Mix)", "History (The Ummah DJ Mix)"
  - 12"/CD single
- Mint Condition - "Let Me Be the One (Ummah Remix Featuring Phife)", "Let Me Be the One (Ummah Remix Featuring Q-Tip)"
  - 12"/CD single
- Busta Rhymes - "So Hardcore"
  - When Disaster Strikes...
- Brand New Heavies - "Sometimes (The Ummah Remix)"
  - 12"/CD single
- Jon B. - "Cool Relax"
  - Cool Relax
- Tōwa Tei - "Happy (Q-Tip Remix Dub)"
  - 12"/CD single

#### 1998
- Jamiroquai - "Deeper Underground (The Ummah Mix)"
  - 12"/CD single

#### 1999
- Raphael Saadiq & Q-Tip - "Get Involved"
  - The PJs: Music from & Inspired by the Hit Television Series
- Heavy D - "Listen"
  - Heavy

#### 2000
- Whitney Houston - "Fine"
  - Whitney: The Greatest Hits